# 天水南站
天水南站位于中国甘肃省天水市麦积区花牛镇赵崖村羲皇大道中路，是徐兰客运专线西段宝兰客运专线上的一个高铁车站，承担天水市全部动车、高铁业务。规划占地面积24,000平方米，站房面积约6,000平方米，车站规模为3台7线（含正线2条）。车站有立折能力，可办理始发终到业务。